# 누트카 협약
누트카 사운드 협약은 1790년대에 체결된 스페인 왕국과 그레이트브리튼 왕국 간의 세 가지 합의로, 북아메리카 태평양 북서부 해안 지역에 대한 중복된 영유권 주장으로 인해 두 국가 간의 전쟁을 피하게 했다.

## 스페인의 주장
스페인의 주장은 거의 300년 전으로 거슬러 올라가는데, 1493년의 교황 칙서와 이어진 토르데시야스 조약이 포르투갈을 제외한 스페인의 독점적 권리 영역을 정의하고 구분했다. 다른 국가들과의 관계에서 이 합의는 법적으로 무효했다(res inter alios acta). 스페인은 이를 최대한 넓은 의미로 해석하여 완전한 주권을 부여한다고 추론했다. 다른 유럽 강대국들은 인테르 카에테라를 인정하지 않았고, 심지어 스페인과 포르투갈도 자신들에게 유용하고 편리할 때만 이를 준수했다. 영국의 이 지역에 대한 주장은 1579년 프랜시스 드레이크 경의 항해와 1778년 제임스 쿡 선장의 선행 발견권에 근거했지만, 스페인은 1774년 후안 페레스에 의해, 그리고 1775년 브루노 데 에세타와 보데가 이 콰드라에 의해 이 지역을 탐험하고 영유권을 주장한 바 있었다.

## 분쟁 중인 주권
누트카 사운드 분쟁은 1789년 스페인이 호세 마르티네스를 파견하여 누트카 사운드를 점령하고 스페인의 배타적 주권을 확립하면서 시작되었다. 1789년 여름, 여러 영국 및 미국 모피 무역선이 누트카에 도착했다. 영국 아르고나우트호의 선장 제임스 콜넷과 마르티네스 사이에 주권에 대한 갈등이 발생했다. 여름이 끝날 무렵 마르티네스는 콜넷을 체포하고 여러 영국 선박을 나포하며 승무원들을 체포했다. 콜넷은 이전에 그의 사업 동료인 존 메아레스가 확보한 토지에 영구적인 무역 거점과 식민지를 건설할 목적으로 누트카 사운드에 왔었다. 여름이 끝날 무렵 마르티네스는 누트카를 포기하고 나포한 선박과 포로들을 산 블라스, 누에바에스파냐로 데려갔다. 이 사건들에 대한 소식은 스페인과 영국 간에 누트카 위기로 알려진 대립을 촉발시켰고, 이는 거의 전쟁으로 이어질 뻔했다.

## 누트카 협약
1790년대의 누트카 협약은 부분적으로 조지 밴쿠버와 그의 스페인 상대방인 후안 프란시스코 데 라 보데가 이 콰드라에 의해 이루어졌으며, 분쟁이 전쟁으로 확대되는 것을 막았다. 첫 번째 협약은 1790년 10월 28일에 체결되었으며, 의도적으로 모호하게 작성되었다. 서문에는 "양 당사자의 권리와 주장에 대한 모든 회고적 논의를 제쳐두고"라는 문구가 포함되었다. 첫 번째 조항은 마르티네스에 의해 점령된 누트카 사운드의 모든 "건물과 토지"가 영국에 반환될 것이라고 명시했다. 이를 위해 밴쿠버와 보데가 이 콰드라는 1792년 누트카 사운드로 파견되었다. 그러나 점령된 건물은 없었고, 보데가 이 콰드라는 영국이 토지를 확보한 적이 없다고 말했다. 이는 1789년에 현장에 있었던 원주민 족장 마키나뿐만 아니라 미국 상인 로버트 그레이와 조셉 잉그램도 증언했다. 밴쿠버는 보데가 이 콰드라의 다양한 반대 제안을 받아들이려 하지 않았고, 전체 문제는 영국과 스페인 정부로 다시 회부되었다.

### 1차 누트카 협약
제1차 누트카 협약은 영국과 아르헨티나 간의 포클랜드 제도 주권 분쟁에서 중요한 역할을 한다. 제6조는 스페인이 점유하고 있는 남아메리카 동서해안에 인접한 어떤 섬에도 양측 모두 새로운 시설을 세우지 않을 것이라고 규정했다. 양측은 어업 관련 목적으로 해안과 섬에 상륙하여 임시 건물을 세울 권리를 유지했다. 그러나 추가적인 비밀 조항이 있었는데, 이는 제6조가 다른 어떤 세력의 국민도 해당 해안에 시설을 세우지 않는 한 유효하다는 것을 명시했다. 이 비밀 조항은 협약에 삽입된 것과 동일한 효력을 가졌다. 누트카 협약이 포클랜드 분쟁에 적용되는지는 논란의 여지가 있고 복잡하다. 리오데라플라타 합중국은 협약의 당사자가 아니었다. 따라서 협약에서는 '다른 세력'으로 정의되며, 다른 어떤 세력의 국민이 (포트루이스의) 정착지를 점유함으로써 제6조를 무효화하고 영국이 이전의 주권을 재확인하고 새로운 정착지를 형성할 수 있도록 허용했다.

### 2차 누트카 협약
누트카 클레임 협약으로 알려진 제2차 누트카 협약은 1793년 2월에 체결되었으며, 1789년 스페인이 누트카에서 존 메아레스의 선박을 나포한 것에 대한 보상금을 지급했다.

### 3차 누트카 협약
누트카 상호 포기 협약으로도 알려진 제3차 누트카 협약은 1794년 1월 11일에 체결되었다. 이 협약은 누트카 사운드의 상호 포기를 요구했다. 영국과 스페인 모두 누트카 사운드를 항구로 사용하고 임시 건물을 세울 수 있었지만, "어느 쪽도 해당 항구에 영구적인 시설을 세우거나 다른 쪽을 배제하고 주권 또는 영토적 지배권을 주장할 수 없다. 그리고 양국의 폐하께서는 다른 어떤 국가가 그곳에 주권 또는 지배권을 확립하려는 시도에 대해 자국민이 누트카 항구에 자유롭게 접근할 수 있도록 서로 상호 지원할 것이다."

## 미해결 국경
누트카 위기는 원래 주권 문제와 누에바에스파냐의 북부 경계를 중심으로 전개되었지만, 근본적인 문제는 해결되지 않은 채 남아있었다. 양측은 국경에 대해 각자의 입장을 취했는데, 영국은 샌프란시스코 바로 북쪽에 설정되기를 원했고 스페인은 후안 데 푸카 해협에 설정되기를 원했다. 밴쿠버가 보데가의 후안 데 푸카 해협 제안을 거부한 후 국경 문제는 다시 논의되지 않고 불특정 상태로 남겨졌다. 제3차 협약은 누트카 사운드 항구 자체의 주권 문제만을 다루었다.

## 미국의 주장
초기 미국은 제1차 누트카 협약 당시 이 지역에 대한 주장을 가지고 있지 않았다. 미국의 이 지역에 대한 주장은 로버트 그레이의 컬럼비아 강 탐험으로 시작되었다. 이 주장은 루이스 클라크 탐험과 퍼시픽 퍼 컴퍼니에 의한 애스토리아 요새 설립으로 강화되고 확대되었다. 태평양 북서부에 대한 스페인의 주장은 1819년에 체결된 애덤스-오니스 조약에 의해 미국에 의해 획득되었다. 미국 정부는 스페인으로부터 독점적 주권 권리를 획득했다고 주장했다. 이 입장은 영국과의 오리건 경계 분쟁으로 알려진 분쟁으로 이어졌다. 이 분쟁은 1846년 오리건 조약이 체결될 때까지 해결되지 않았는데, 이 조약은 분쟁 지역을 분할하고 나중에 캐나다와 미국 간의 국제 경계가 된 것을 확립했다.
누트카 협약은 이론적으로 북부 캘리포니아에서 알래스카에 이르는 태평양 북서부 해안을 영국인 정착자들에게 개방했지만, 나폴레옹 전쟁의 발발은 이러한 노력(당시 밴쿠버가 권고한 바와 같이)을 방해했고, 이 지역에 제안된 식민지는 포기되었다. 이 지역에 남아있던 영국 세력인 허드슨 베이 회사는 정착과 자체 경제 활동 외의 다른 경제 활동에 반대하여, 프레이저 캐니언 골드러시가 있었던 1858년까지는 정착과 자원 개발이 이루어지지 않았다. 이 골드러시로 인해 누트카 협약에서 잔존하던 영국의 본토 주장이 브리티시컬럼비아 식민지로 공식화되었다.

## 같이 보기
- 산 미겔 요새
- 산타 크루즈 데 누카